# Indagationes Mathematicae
Indagationes Mathematicae  est une revue mathématique néerlandaise.

## Description
Indagationes Mathematicae est une revue mathématique à comité de lecture pour les sciences mathématiques de la Société royale mathématique des Pays-Bas. La revue publie des articles originaux de recherche mathématique et s'adresse à  un large segment de la communauté mathématique. Le journal accepte également les articles de synthèse de haute qualité. Afin d'améliorer l'accessibilité des recherches publiées dans Indagationes, seuls les articles qui ont été téléchargés sur ArXiv sont pris en compte.
La revue est indexée dans Scopus et Zentralblatt MATH ; elle a un facteur d'impact pour l'année 2020 de 0,956.
La revue publie 1 volume annuel, composé de 6 numéros. À titre d'exemple, le volume 31 (2020) comporte plus de 1100 pages. Les articles sont en libres accès 48 mois après leur publication.

## Historique
La revue est issue des Actes de l'Académie royale néerlandaise des arts et des sciences (ou Koninklijke Nederlandse Akademie van Wetenschappen), revue fondée en 1895. À partir de 1939, les articles mathématiques de cette revue sont publiés séparément, sous le titre Indagationes Mathematicae . En 1951, les actes sont scindés en trois revues, gardant le même nom mais se distinguant les unes des autres par des séries distinctes. Ce sont la série A (sciences mathématiques), la série B (sciences physiques) et la série C (sciences biologiques et médicales). La série A est alors publiée par la North-Holland Publishing Company ; les volumes de cette époque sont maintenant répertoriés par l'éditeur comme Indagationes Mathematicae (Proceedings),,. En 1971, North-Holland fusionne avec Elsevier. À partir de 1990, la revue  supprime l'additif "Proceedings" dans son titre, donnant à la revue son nom actuel de Indagationes Mathematicae. En 2010, le parrainage de la revue a été transféré de la Royal Netherlands Academy à la Royal Dutch Mathematical Society, tout en continuant d'être publiée par Elsevier,.

## La revue etTeX
La composition de ce journal, y compris la typographie de ses formules mathématiques, a été choisie par Donald Knuth comme l'un des trois exemples de qualité de composition lorsqu'il a conçu le logiciel de composition numérique TeX à partir de 1978.